# Polycarpa psammodes
Polycarpa psammodes är en sjöpungsart som först beskrevs av Sluiter 1904.  Polycarpa psammodes ingår i släktet Polycarpa och familjen Styelidae. Inga underarter finns listade i Catalogue of Life.